# División de Honor de balonmano 1984-85
La División de Honor de balonmano 1984-85 fue la 27.ª edición de la máxima competición de balonmano de España. Se desarrolló en dos fases, la primera constaba de un grupo de doce equipos que se enfrentaban en una liga, enfrentados todos contra todos a doble vuelta. La segunda fase constaba de tres grupos de cuatro equipos. Los cuatro del grupo A se disputaban el título, mientras que los cuatro del grupo C se disputaban el descenso a Primera División.

## Clasificación

### Primera fase
| N. | Equipos                      | PJ | PG | PE | PP | PTS |
| 1  | Atlético de Madrid Purolator | 22 | 19 | 1  | 2  | 39  |
| 2  | F.C. Barcelona               | 22 | 19 | 0  | 3  | 38  |
| 3  | Cacaolat Granollers          | 22 | 14 | 2  | 6  | 30  |
| 4  | Tecnisa                      | 22 | 14 | 1  | 7  | 29  |
| 5  | Caixa Valencia               | 22 | 12 | 2  | 8  | 26  |
| 6  | Teka                         | 22 | 9  | 3  | 10 | 21  |
| 7  | Elgorriaga Bidasoa           | 22 | 9  | 2  | 11 | 20  |
| 8  | Michelín                     | 22 | 8  | 1  | 13 | 17  |
| 9  | Cajamadrid                   | 22 | 9  | 0  | 13 | 16  |
| 10 | Coronas Tres de Mayo         | 22 | 7  | 0  | 15 | 14  |
| 11 | Lagisa Naranco               | 22 | 5  | 0  | 17 | 10  |
| 12 | Basarana Beti Onak           | 22 | 1  | 0  | 21 | 2   |

### Segunda fase

#### Grupo A
| N. | Equipos                      | PJ | PG | PE | PP | PTS |
| 1  | F.C. Barcelona               | 6  | 5  | 0  | 1  | 10  |
| 2  | Atlético de Madrid Purolator | 6  | 5  | 0  | 1  | 10  |
| 3  | Tecnisa                      | 6  | 1  | 1  | 4  | 3   |
| 4  | Cacaolat Granollers          | 6  | 0  | 1  | 4  | 1   |

#### Grupo B
| N. | Equipos            | PJ | PG | PE | PP | PTS |
| 1  | Teka               | 6  | 4  | 0  | 2  | 8   |
| 2  | Elgorriaga Bidasoa | 6  | 4  | 0  | 2  | 8   |
| 3  | Caixa Valencia     | 6  | 3  | 0  | 3  | 6   |
| 4  | Michelín           | 6  | 1  | 0  | 5  | 2   |

#### Grupo C
| N. | Equipos              | PJ | PG | PE | PP | PTS |
| 1  | Coronas Tres de Mayo | 6  | 6  | 0  | 0  | 12  |
| 2  | Cajamadrid           | 6  | 3  | 1  | 2  | 7   |
| 3  | Lagisa Naranco       | 6  | 1  | 1  | 4  | 3   |
| 4  | Basarana Beti Onak   | 6  | 1  | 0  | 5  | 2   |